# Onano
Onano – miejscowość i gmina we Włoszech, w regionie Lacjum, w prowincji Viterbo.
Według danych na rok 2004 gminę zamieszkiwało 1168 osób, 48,7 os./km².